# Syrphoctonus insignis
Syrphoctonus insignis är en stekelart som först beskrevs av Hedwig 1939.  Syrphoctonus insignis ingår i släktet Syrphoctonus och familjen brokparasitsteklar. Inga underarter finns listade i Catalogue of Life.